# Waleran de Beaumont, IV conte di Warwick
Waleran de Beaumont (1153 – 12 dicembre 1204) fu un nobile di origine normanna e quarto conte di Warwick.

## Biografia
Era figlio di Roger de Beaumont, II conte di Warwick e di Gundred de Warenne.
Nel 1153 alla morte di Roger, il titolo passò al primogenito William il quale morì a sua volta nel 1184 durante una crociata. Waleran ereditò così dal fratello la contea di Warwick. Tuttavia un impostore cercò di rivendicare il titolo sostenendo di essere il defunto conte William tornato dalla Terra santa.
Al contrario del fratello, non intraprese alcuna campagna militare ma anzi pagò una tassa per evitare il servizio militare in Galles.
La sua posizione a corte è attestata dal privilegio che ebbe durante la cerimonia di incoronazione del re Giovanni d'Inghilterra il 17 maggio 1199: Waleran fu alla destra del re a reggere la spada regale.
Si dedicò ad opere di misericordia come suo padre: finanziò l'Ospedale di San Michele per lebbrosi fondato da Roger e fece diverse donazioni alle suore del convento di Claverdon e alle monache del convento di Wroxall.

## Matrimoni e discendenza
Waleran sposò dapprima Margery, figlia di Henry de Oilly e Maud de Bohun, intorno al 1171. Da lei ebbe tre figli:
- Henry de Beaumont, V conte di Warwick.
- Waleran de Beaumont di Gretham e Cotismore .
- Gundred de Beaumont, suora presso l'Abbazia di Pinley .

Rimasto vedovo prima del 1196, si risposò con Alice de Harcourt, figlia di Robert de Harcourt e vedova di John de Limesy, signore di Cavendish. Ebbe da lei un'altra figlia:
- Alice de Beaumont (morta prima del 1263), che sposò William de Maudit , barone di Hanslape e ciambellano del re